# 長距白鶴蘭
長距白鶴蘭（学名：Calanthe ×dominii）为蘭科節蘭屬下的一个种。

## 扩展阅读
- 維基物種上的相關：長距白鶴蘭